# Wioletta Kałamucka
Wioletta Justyna Kałamucka – polska geograf, dr hab. nauk o Ziemi, adiunkt Zakładu Polityki Przestrzennej i Planowania Wydziału Nauk o Ziemi i Gospodarki Przestrzennej Uniwersytetu Marii Curie-Skłodowskiej.

## Życiorys
W 1986 ukończyła studia geograficzne na Uniwersytecie Marii Curie-Skłodowskiej w Lublinie, 6 czerwca 2001 obroniła pracę doktorską Wskaźniki jakości życia powiązane z cechami środowiska geograficznego na przykładach z wybranych obszarów Lubelszczyzny, 24 stycznia 2018 habilitowała się na podstawie dorobku naukowego i pracy zatytułowanej Jakość życia i zabezpieczenie egzystencji z perspektywy geograficznej.
Objęła stanowisko adiunkta w Zakładzie Polityki Przestrzennej i Planowania na Wydziale Nauk o Ziemi i Gospodarki Przestrzennej Uniwersytetu Marii Curie-Skłodowskiej.

## Publikacje
- 2006: Park kulturowy jako nowa forma ochrony krajobrazu[3]
- 2007: Doliny rzeczne województwa lubelskiego na tle systemu obszarów chronionych[3]
- 2008: Parki kulturowe w województwie lubelskim[3]
- 2009: W poszukiwaniu form ochrony krajobrazu[3]